# Els anys del benestar
Els anys del benestar (en italià, Gli anni ruggenti) és una pel·lícula italiana del 1962 dirigida per Luigi Zampa. El tema es basa lliurement en la comèdia L'inspector de Nikolai Gógol. Ha estat doblada al català.

## Argument
1937. Omero Battifiori és una jove asseguradora que creu en el feixisme. Per motius laborals és enviat a la petita ciutat apuliana de Gioiavallata, on és confós amb un jerarca del Partit Nacional Feixista enviat per Roma per dur a terme una inspecció político-administrativa. A l'origen de la confusió hi ha el seu origen de la capital i una carta rebuda del podestà Salvatore Acquamano, a qui un dels seus parents de la prefectura de Taranto el va advertir de l'arribada d'un funcionari del partit que tenia la intenció de fer una visita d'incògnit.

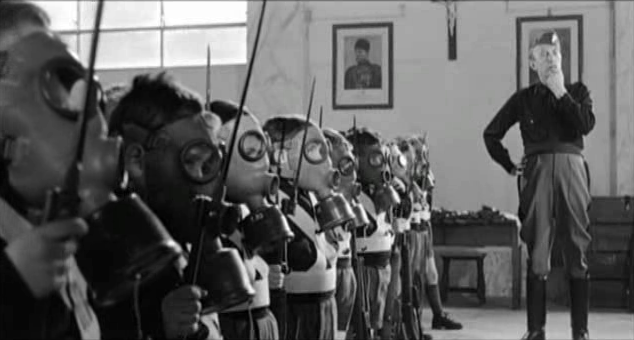
Escena de la pel·lícula

Els dirigents locals del partit estan convençuts que la inspecció ha de donar llum a les malifetes amb què es van enriquir a costa de les hisenda pública, fent abusos en detriment dels pobres. Així intenten cobrir-se, donant al jove assegurador, que creuen que és el funcionari del partit disfressat, una càlida i servil acollida, creant així una comèdia tan complicada com, de fet, inútil.
El doctor De Vincenzi, un metge antifeixista, finalment revela la veritat a Omero. El malentès es va aclarir, la filla de l'alcalde, amb qui Omero es comprometia mentrestant, trenca amb ell. Mentre arriba l'autèntic jerarca, demostrant que de seguida es porta bé amb l'alcalde i els seus associats, Omero marxa de nou, amb una nova consciència de la realitat del feixisme.

## Repartiment
- Nino Manfredi: Omero Battifiori
- Gino Cervi: Salvatore Acquamano
- Gastone Moschin: Carmine Passante
- Rosalia Maggio: Nunzia Acquamano
- Salvo Randone: doctor De Vincenzi
- Michèle Mercier: Elvira Acquamano
- Giuseppe Ianigro: Nicola De Bellis
- Angela Luce: Rosa De Bellis
- Ruggero Pignotti: Aurelio Bitetto, director
- Carla Calò: dona del director
- Nello Ascoli: Dr. Giulio Cariddi
- Dolores Palumbo: Senyora De Vincenzi
- Linda Sini: Elsa, propietària de la fonda
- Mario Pisu: inspector jerarca
- Enzo Petito: enginyer del club
- Lino Crispo: Saverio, el pregoner
- Anita Durante: mare d'Homer
- Giulio Marchetti: actor que interpreta el colonitzador italià
- Alfredo Rizzo: actor que interpreta Menelik
- Fanfulla: actor que interpreta el malvat Albion
- Mario Passante: comerciant feixista
- Luigi Leoni: pagès jove i prim

## Crítica
El director es va mostrar decebut pel fet que la crítica hagués considerat la seva pel·lícula una farsa o poc més, desempallegada, quan en canvi, com escriuria Enrico Giacovelli, «cap pel·lícula seriosa expressa els malentesos del rerefons de tragèdia històrica i mortificació humana que es troba sota la farsa del règim feixista". Segons Alberto Pezzotta, en descriure la Itàlia del feixisme, Zampa també al·ludeix a la Itàlia del boom econòmic i al fet que el feixisme encara va sobreviure en molts italians.
Luigi Zampa, que va participar en la «floració del neorealisme amb Vivere in pace i Anni difficili», s'identificarà posteriorment cada cop més amb el contrast contra tot sistema polític i social que atrapa l’"home petit", en aquest cas a través d'una sàtira ferotge d'aquests personatges prototípics dels anys trenta, quan el feixisme estava al seu màxim apogeu.

## Producció
Els exteriors es van rodar a Sassi di Matera, a Ostuni i a Alberobello. Algunes escenes interiors es van filmar al Teatro Mercadante d'Altamura, amb el teló original. Malgrat l'ambientació a Pulla, a la pel·lícula els personatges parlen amb accent campanès.

## Censura
Els censors van fer treure una escena en què un sacerdot beneïa els voluntaris feixistes que marxaven cap a la guerra d’Espanya.
Al sisè minut de la pel·lícula notem un anacronisme: l'exterior d'un cinema es mostra mostrant dos pòsters, un és el de Ginevra degli Almieri (1936) que és coherent amb l'any de la pel·lícula (1937); l'altre és de la pel·lícula Stage to Tucson, que és del 1950 i, per tant, tretze anys després.
Les escenes relacionades amb el moviment de les vaques durant la "visita d'inspecció", en realitat apareixen com una clara referència a la història dels anys cinematogràfics relativa a les "vaques de Fanfani".

## Premis
La pel·lícula va guanyar la vela de plata al Festival Internacional de Cinema de Locarno (1962).